# Fujiwara-kyō

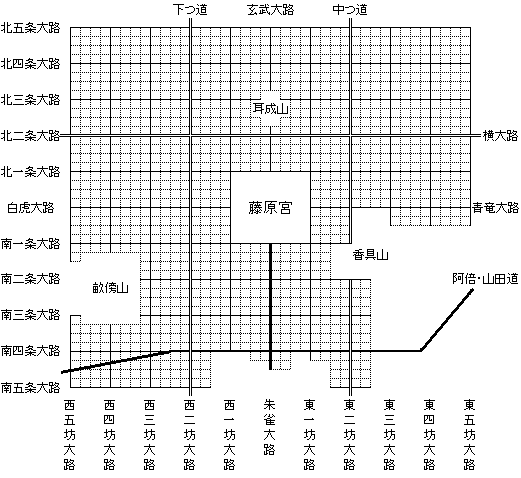
Ricostruzione della mappa di Fujiwara

Fujiwara-kyō (藤原京?) è stata la capitale del Giappone per sedici anni, dal 694 al 710. Era situata all'interno della provincia di Yamato, nella zona corrispondente all'attuale città di Kashihara, nella prefettura di Nara. Fu la capitale nei regni degli imperatori Monmu e Genmei e venne costruita per volere dell'imperatrice Jitō, figlia di Tenji, che vi trasferì la sede del potere da Asuka-kyō.

## Storia
Fujiwara fu la prima capitale del Giappone a essere costruita ricalcando il modello cinese (条坊制?, jōbō-sei). Le strade della città furono edificate seguendo una pianta su schema regolare e il palazzo del governo, dove risiedeva l'imperatore, fu costruito al centro della città. In termine di superficie Fujiwara era paragonabile alla futura capitale Nara (Heijō-kyō) e la sua area si estendeva approssimativamente per 2 chilometri da est a ovest e per 3 chilometri da nord a sud. La pratica di denominare la parte est della capitale sakyō (左京? capitale a sinistra) e la parte ovest ukyō (右京? capitale a destra) fu utilizzata per la prima volta a Fujiwara. I quartieri tuttavia, delimitati dalle strade (大路?, ōji), avevano nomi propri quali Ohari-machi o Hayashi-machi invece che le suddivisioni ottenute tramite calcoli aritmetici tipiche del modello cinese.
Gli scavi, iniziati nel 1934, hanno riportato alla luce più di 2000 tavole di legno (木簡?, mokkan) utilizzate dagli uffici governativi per la trascrizione dei documenti nella gestione degli affari amministrativi. La lingua utilizzata erano i caratteri cinesi. Con l'entrata in vigore del sistema giuridico ritsuryo, venne implementato inoltre il sistema dei registri familiari (戸籍?, koseki) che una volta compilati da ogni persona del Paese venivano utilizzati come consuntivo per la riscossione delle imposte e l'arruolamento dei soldati. Durante il periodo della capitale Fujiwara, quando il sistema ritsuryo venne ulteriormente perfezionato, la compilazione dei registri koseki avveniva ogni sei anni.
La zona era stata precedentemente sotto il dominio del clan Nakatomi, che curava l'osservazione dei rituali e cerimonie shintoisti per conto della corte imperiale. Nel 711 la città venne distrutta da un incendio, tuttavia essendo già stata spostata la capitale del Paese a Nara, non venne ricostruita.